# Новопокровська селищна територіальна громада (Дніпропетровська область)
Новопокровська селищна громада — об'єднана територіальна громада в Україні, у Дніпровському районі Дніпропетровської області. Адміністративний центр — селище Новопокровка.
Площа громади — 229,3 км², населення — 4207 мешканців (2018).

## Історія
Громада утворена 14 серпня 2015 року шляхом об'єднання Новопокровської селищної ради, Мопрівської та Павлівської сільських рад Солонянського району.
12 червня 2020 року, відповідно до розпорядження Кабінету Міністрів України № 709-р «Про визначення адміністративних центрів та затвердження територій територіальних громад Дніпропетровської області», Олександропільська сільська рада об'єднана з Новопокровською селищною громадою.
17 липня 2020 року, в результаті адміністративно-територіальної реформи та ліквідації Солонянського району, громада увійшла до складу Дніпровського району.

## Населені пункти
До складу громади входять 33 населених пунктів: 1 смт, 1 селище та 31 сіл:
| Населений пункт       | Населення (2015) |
| --------------------- | ---------------- |
| Новопокровка (селище) | 1866             |
| Петриківка            | 818              |
| Лугове                | 800              |
| Павлівка              | 539              |
| Миропіль              | 374              |
| Мала Калинівка        | 365              |
| Іверське              | 345              |
| Ганно-Мусіївка        | 270              |
| Григорівка            | 269              |
| Кринички              | 241              |
| Багате                | 234              |
| Пропашне              | 217              |
| Суданівка             | 191              |
| Водяне                | 190              |
| Котлярівка            | 188              |
| Розтання              | 176              |
| Осипенко              | 175              |
| Михайлівка            | 164              |
| Бутовичівка           | 116              |
| Новоандріївка         | 109              |
| Малинове              | 90               |
| Дружелюбівка          | 89               |
| Тихе (селище)         | 84               |
| Вільне                | 82               |
| Товариський Труд      | 79               |
| Квітуче               | 78               |
| Миколо-Мусіївка       | 73               |
| Тракторне             | 62               |
| Гаркушине             | 58               |
| Олександрівка         | 58               |
| Кашкарівка            | 31               |
| Долинське             | 17               |
| Мирне                 | 12               |